# Minartice
Minartice este o arie protejată (arie specială de conservare — SAC, sit de importanță comunitară — SCI) din Republica Cehă întinsă pe o suprafață de 2,75 ha, integral pe uscat.

## Localizare
Centrul sitului Minartice este situat la coordonatele 49°39′49″N 14°32′19″E / 49.663611°N 14.538611°E.

## Înființare
Situl Minartice a fost declarat sit de importanță comunitară în aprilie 2005 pentru a proteja 1 specie de animale. Situl a fost protejat și ca arie specială de conservare în iunie 2014.

## Biodiversitate
Situată în ecoregiunea continentală, aria protejată nu include niciun habitat protejat.
La baza desemnării sitului se află o specie protejată de  amfibieni: buhai de baltă cu burta roșie (Bombina bombina).